# Fallas

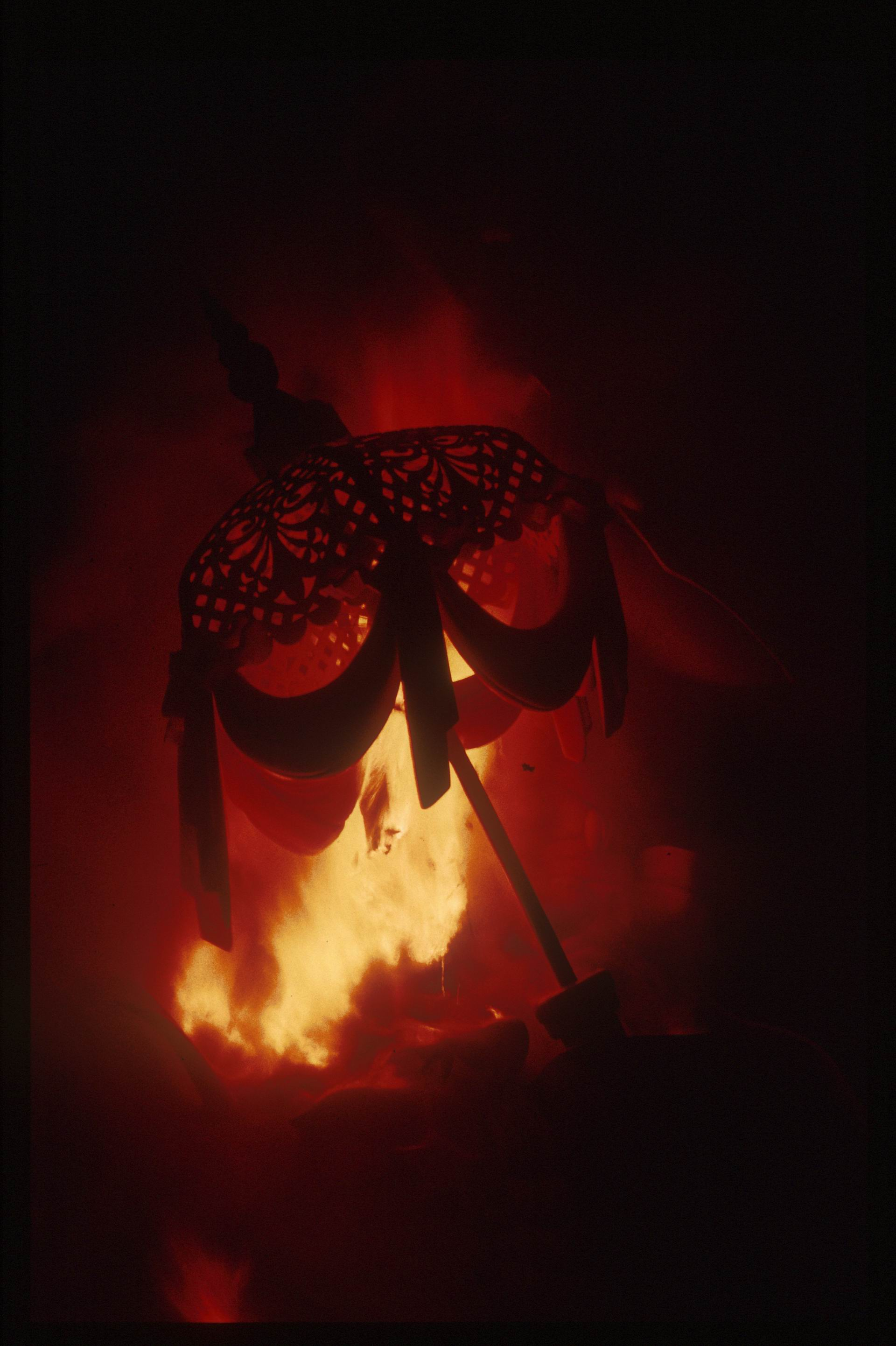
Las Fallas
ultima noapte

Les Falles de Sant Josep a fost, la origine, o sărbătoare organizată pe 19 Martie în Valencia, Spania, de ziua sfântului Iosif, patronul tâmplarilor.
Este una dintre cele mai cunoscute serbări tradiționale spaniole. Evenimentele sunt cunoscute pentru veselia lor, o exaltare a vieții pentru a exorciza iltimele valuri de frig ale iernii și, mai general, teama de moarte. Se află pe lista Unesco din anul 2016.
În ultima vreme ea s-a transformat într-un festival de interes turistic internațional, care durează 5 zile.
Elementul de bază constă în construirea unor figuri și compoziții alegorice din lemn, cu un caracter satiric, inspirate din teme de actualitate, care sunt puse în centrele cartierelor. Ele se ard în ultima noapte a festivalului.
Valencia este un oraș liniștit, cu o populație de circa 800.000 locuitori, dar în zilele festivalului în oraș se adună peste 3 milioane de oameni, dornici să urmărească spectacolul.